# Eva Vortex
Eva Vortex är en brittisk transsexuell fetischmodell och porrskådespelare. Vortex föddes i Afrika och har rötter såväl i Etiopien som Grekland och Italien. I september 2007 fick hon utmärkelsen Porn Artist of the Year vid UK Erotic Awards. Klubbar som hon arbetar på är bland andra Torture Garden och Club Rome i London. 

## Modelljobb för olika magasin
- Torture Garden - from Bodyshocks to Cybersex, Creation Books, 1996;
- Beyond the Eye of the Needle Piercing World, 2000;
- Ritual magazine issue 9;
- Ritual magazine issue 11;
- Tied 'n' Teased magazine, issue 59 (2005);
- Bizarre magazine, September 2005;
- Bizarre magazine, March 2006;
- Bizarre magazine, December 2006.

## Filmografi
- Tooled Up Shemales #2